# Vigliano Biellese

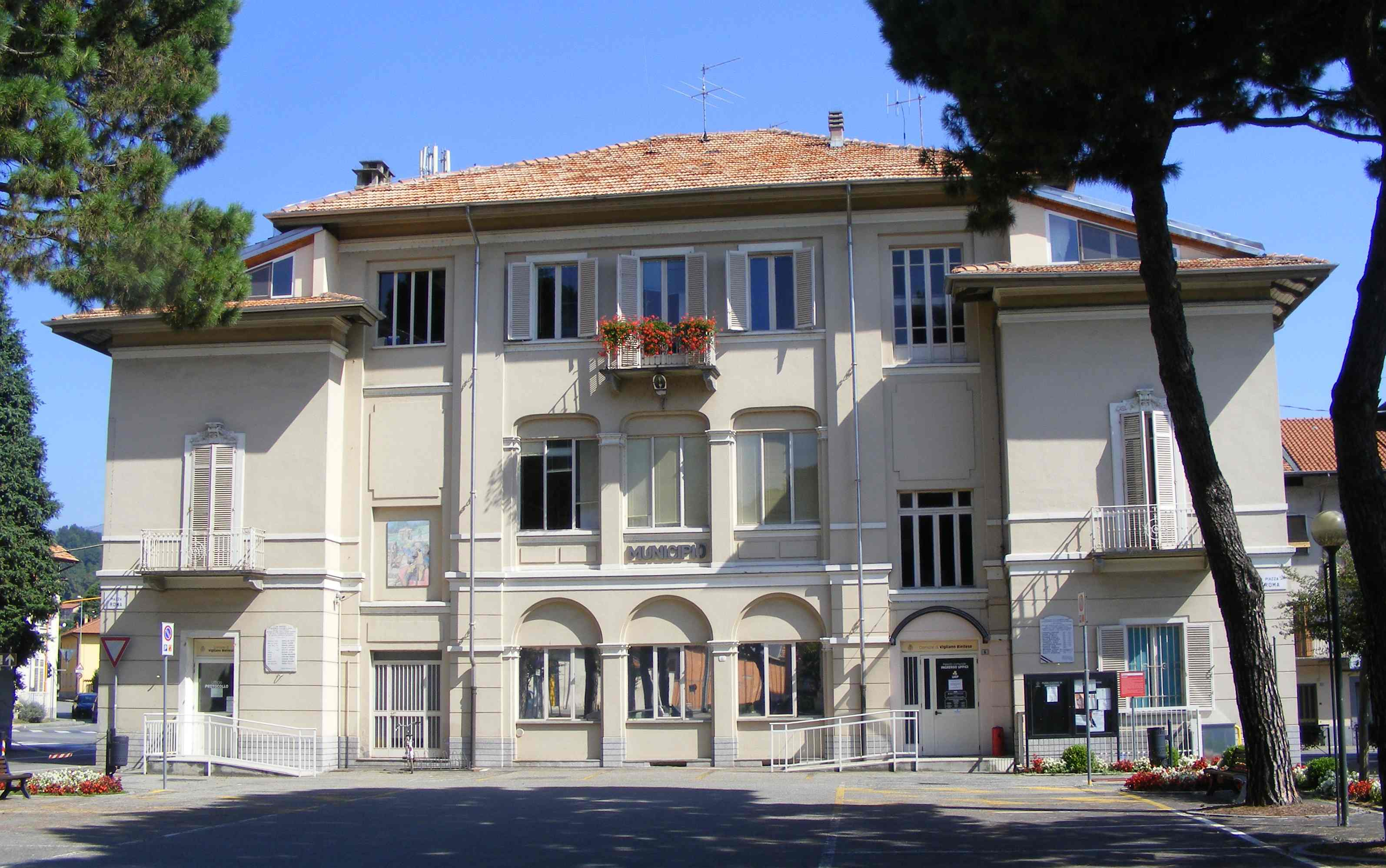

Vigliano Biellese is een gemeente in de Italiaanse provincie Biella (regio Piëmont) en telt 8406 inwoners (31-12-2004). De oppervlakte bedraagt 8,4 km², de bevolkingsdichtheid is 1001 inwoners per km².

## Demografie
Vigliano Biellese telt ongeveer 3622 huishoudens. Het aantal inwoners steeg in de periode 1991-2001 met 1,6% volgens cijfers uit de tienjaarlijkse volkstellingen van ISTAT.
| Jaar | Inwoneraantal |
| ---- | ------------- |
| 1991 | 8286          |
| 2001 | 8416          |

## Geografie
Vigliano Biellese grenst aan de volgende gemeenten: Biella, Candelo, Cerreto Castello, Cossato, Ronco Biellese en Valdengo.